# Kliniken Ostallgäu-Kaufbeuren
Kliniken Ostallgäu-Kaufbeuren ist eine Klinikgruppe mit Sitz in Kaufbeuren. Sie ist eine Anstalt des öffentlichen Rechts, die von der Stadt Kaufbeuren und dem Landkreis Ostallgäu getragen wird. Die Geschäftsführung wurde den Sana Kliniken übertragen,  Geschäftsführer ist seit 2022 Andreas Kutschker.
Der Klinikverbund mit ursprünglich fünf Krankenhäusern wurde im Oktober 2005 als Kommunales Unternehmen (KU) gegründet. Im August 2007 – damals waren in den fünf Häusern des Klinikverbunds rechnerisch mehr als 1.100 Vollzeitkräfte beschäftigt – wurde vom damaligen Vorstandsvorsitzenden Rainer Wuttke ein Jahresumsatz in Höhe von 90 Millionen Euro angegeben.
Nach stetig steigenden Verlusten der Klinikgruppe wurde 2010 von der Unternehmensberatung Kienbaum ein Sanierungsplan erarbeitet, der 2011 in Kraft gesetzt wurde. Die Kliniken in Obergünzburg und Marktoberdorf wurden 2013 gegen den Widerstand von Lokalpolitik und Bevölkerung geschlossen. Im ehemaligen Kreiskrankenhaus Obergünzburg zog 2016 die Günztalklinik Allgäu ein. Der Abriss des 1967 gebauten Hauses in Marktoberdorf (117 Betten) erfolgte 2017 und machte überregionale Schlagzeilen, weil ein Teil des Krankenhauses zwei Sprengversuchen standhielt und dann mit schwerem Gerät abgerissen werden musste.
In der Kliniken-Ostallgäu-Kaufbeuren-Gruppe bestehen seither fort:
- das Klinikum Kaufbeuren (Versorgungsstufe II) mit 360 Betten,
- das Klinik Füssen in Füssen (Versorgungsstufe I) mit 100 Betten und 25 Reha-Betten und
- das Klinik St. Josef in Buchloe (Versorgungsstufe I) mit 120 Betten.

Ferner gehört zur Gruppe die Krankenpflegeschule Kaufbeuren. Die Krankenpflegeschule bietet 60 Ausbildungsplätze.